# Velislav (notář)
Velislav (vlastním jménem Velek Hájkův ze Sedlčan, okolo 1300 asi Sedlčany – 1367) byl český úředník a církevní hodnostář působící na dvoře českých králů Jana Lucemburského a Karla IV. Proslul zejména zadáním vytvoření tzv. Velislavovy bible, unikátního a umělecky vysoce hodnotného manuskriptu, který vznikl v letech 1325 až 1349.

## Životopis
Pocházel pravděpodobně z jihočeských Sedlčan. Poprvé je v pramenech spolehlivě připomínán roku 1325. Zastával funkci notáře na dvoře krále Jana Lucemburského, roku 1334 pak přešel jako notář do služeb jeho syna a tehdejšího moravského markraběbe Karla (IV.). Roku 1347 se pak stal nejvyšším písařem Karlova dvora. Jako notář působil až do roku 1362. Zastával rovněž řadu významných církevních funkcí: roku 1334 se stal kanovníkem kapituly sv. Petra na Vyšehradě, od roku 1339 kanovník kaple Všech svatých na Pražském hradě, od roku 1344 kanovníkem pražské metropolitní kapituly u sv. Víta a roku 1354 následně kanovníkem klášterní kapituly sv. Apolináře v Sadské (od r. 1356 děkanem). Rovněž působil jako univerzitní mistr na v Praze nově založené Univerzitě Karlově.

### Velislavova bible
Byl zadavatelem zhotovení latinské tzv. Velislavovy bible (Velislai biblia picta), rozsáhlému souboru perokreseb jemně kolorovaných základními barvami, které jsou doprovázeny stručným textem. Kniha patří k nejrozsáhlejším obrazovým knihám středověku, neboť i po ztrátě několika listů obsahuje 747 ilustrací, které zobrazují začátek Starého zákona, část evangelií a Skutků apoštolských, celou Apokalypsu a také Legendu o sv. Václavovi. Stejně tak zobrazuje také běžný život šlechty a poddaných a podává tak názornou podobu dobové módy, podoby nástrojů apod.
Velislav je pak zobrazen na jednom z posledních listů spisu, modlící se k patronce učenců a filosofů sv. Kateřině.

### Úmrtí
Velislav zemřel roku 1367.